# Chevrolet International
Der Chevrolet International Serie AC war ein PKW der Mittelklasse, der nur im Modelljahr 1929 von Chevrolet als einzige Modellreihe und Nachfolger des National Serie AB hergestellt wurde. Das Fahrzeug wurde Dezember 1928 eingeführt und war mit zehn verschiedenen Karosserien – sechs Zweitürer und vier Viertürer – verfügbar. Die Wagen hatten, im Unterschied zum vierzylindrigen Vorgängermodell, oben gesteuerte Sechszylinder-Reihenmotoren (OHV). Die Maschine mit 3179 cm3 Hubraum entwickelte eine Leistung von 46 bhp (34 kW) bei 2600 min−1. Die Motorkraft wurde über eine Einscheibentrockenkupplung und ein manuelles Dreiganggetriebe an die Hinterräder weitergeleitet. Alle vier Räder hatten mechanische Bremsen, Trommeln vorne und Außenbandbremsen hinten.
Die Verkaufspreise waren auf dem Niveau des Vor-Vorgängers Capitol und lagen zwischen 525,-- und 725,-- US-$. Aufgrund des niedrigen Preises hieß es in der Werbung: „Der Sechszylinder zum Preis eines Vierzylinders“. Nach 13 Monaten und 1.328.605 Fahrzeugen löste der Universal Serie AD den International ab.